# بلو هیل در استون بارنز
بلو هیل در استون بارنز (انگلیسی: Blue Hill at Stone Barns) رستورانی در درون مرکز غذا و کشاورزی استون بارنز واقع در پوکانتیکو هیلز در دره هادسن است که در سال توسط دن باربر، دیوید باربر و لورین باربر راه‌اندازی شد. بلو هیل در سال ۲۰۰۴ افتتاح شد و ۸۸ صندلی داشت و ساختمان آن، پیش‌تر یک طویله و انبار کاه بود. وبگاه ایتر این رستوران را در سال ۲۰۱۶ «بهترین رستوران ایالات متحده آمریکا» معرفی کرد. کتاب راهنمای میشلن هم به آن دو ستاره داد و تنها رستورانی در شهرستان وستچستر است که ستاره میشلن دارد. سرآشپز این رستوران دن باربر است.